# Vieux Frères - Partie 2
Albums de Fauve
Vieux Frères - Partie 1
(2014)
Vieux Frères - Partie 2 est le deuxième album du groupe français Fauve publié le 16 février 2015. Il est la suite de l'album Vieux Frères - Partie 1, paru en février 2014. Dès la première semaine, le disque se classe en première place des ventes en France alors que la première partie n'avait atteint que la seconde place un an plus tôt.

## L'album

### Histoire
Le titre de l'album est dévoilé par le groupe le 17 novembre 2013 sur internet en même temps que la première partie. La liste des pistes et la pochette de l'album sont, eux, dévoilés fin 2014. Le premier extrait de l'album officiellement dévoilé est le morceau Bermudes suivi de Les Hautes Lumières début 2015.
L'album est disponible à la vente depuis le 13 février 2015 dans plusieurs enseignes françaises[réf. nécessaire].

### Le style musical
Le 25 janvier 2014, une interview du groupe est publiée sur internet et ils y dévoilent des informations concernant l'album. Le style du parlé-chanté adopté dans la quasi-totalité des chansons de Fauve viendrait du morceau Street Hassle du chanteur Lou Reed.

### Liste des pistes
L'album contient onze pistes.
| No  | Titre               | Durée |
| --- | ------------------- | ----- |
| 1.  | Juillet (1998)      | 5:10  |
| 2.  | Paraffine           | 4:20  |
| 3.  | Rag #5              | 1:32  |
| 4.  | Tallulah            | 3:43  |
| 5.  | Bermudes            | 2:31  |
| 6.  | Azulejos            | 2:56  |
| 7.  | Sous les Arcades    | 4:32  |
| 8.  | T.R.W.              | 3:25  |
| 9.  | Rag #6              | 2:06  |
| 10. | Révérence           | 3:47  |
| 11. | Les Hautes Lumières | 5:14  |

### L'artwork
L'artwork de l'album représente le logo ≠ du groupe blanc sur fond rouge. Le fond rouge est peint tandis que le logo blanc laisse apercevoir un paysage montagneux.

## Les pâtisseries
Le groupe sort régulièrement ce qu'il nomme des pâtisseries qui correspondent à des extraits des chansons de l'album à venir. Ainsi six extraits ont été dévoilés régulièrement par le groupe sur les réseaux sociaux pour la promotion de l'album. Il s'agit de :
1. Pâtisserie #12 - Mancurat : le 22 septembre 2014
2. Pâtisserie #13 - Bordées : le 12 octobre 2014 (introduction de Révérence sur l'album)
3. Pâtisserie #14 - Vitrail : le 9 novembre 2014 (Rag #6 sur l'album)
4. Pâtisserie #15 - Sous les Arcades : le 22 janvier 2015
5. Pâtisserie #16 - Tallulah : le 30 janvier 2015
6. Pâtisserie #17 - T.R.W : le 6 février 2015